# Enrico Minutoli
Enrico Minutoli (zm. 17 czerwca 1412) – włoski kardynał okresu wielkiej schizmy zachodniej.

## Życiorys
Początkowo popierał „rzymską” obediencję. W 1382 papież Urban VI mianował go biskupem Bitonto, a następnie arcybiskupem Trani (1383–1389) i Neapolu (1389-1400). Na konsystorzu 18 grudnia 1389 otrzymał od papieża Bonifacego IX nominację kardynalską z tytułem prezbitera S. Anastasiae, a w 1405 został kardynałem-biskupem Tusculum. Archiprezbiter bazyliki liberiańskiej od 1396 roku. Uczestniczył w konklawe 1404 i konklawe 1406. W 1408 został dziekanem Kolegium Kardynałów rzymskiej obediencji, jednak już w styczniu 1409 wypowiedział posłuszeństwo Grzegorzowi XII i przyłączył się do Soboru w Pizie. Nowo wybrany pizański antypapież Aleksander V mianował go kardynałem – biskupem Sabiny i uznał go za subdziekana zjednoczonego Świętego Kolegium.
Przewodniczył konklawe 1410. Następnie został legatem antypapieża Jana XXIII w Bolonii i wikariuszem generalnym Ferrary i Friuli. Zmarł w Bolonii.